# مارتین پنس
مارتین پنس (چکی: Martin Penc؛ زادهٔ ۲۱ مهٔ ۱۹۵۷) دوچرخه‌سوار اهل چکسلواکی بود.
وی در مسابقات کشوری و بین‌المللی در مجموع برندهٔ ۱ مدال طلا، ۱ مدال نقره، ۳ مدال برنز شده‌است.